# 迪諾德堡 (佛羅里達州)
迪諾德堡（英語：Fort Denaud）是位於美國佛羅里達州亨德里縣的一個人口普查指定地區。

## 地理
迪諾德堡的座標為26°44′32″N 81°30′36″W / 26.74222°N 81.51000°W，而該地最高點為海拔高度4米（即14英尺）。

## 人口
根據2010年美國人口普查的數據，迪諾德堡的面積為54.00平方千米，當中陸地面積為52.20平方千米，而水域面積為1.80平方千米。當地共有人口194人，而人口密度為每平方千米3人。